# HD 269810
HD 269810 je hvězda nacházející se ve Velkém Magellanově oblaku. Jedná se o jednu z nejsvítívějších a nejhmotnějších známých hvězd. Její označení poukazuje na to, že je zařazena v katalogu hvězd Henry Draper Catalogue, číslo poukazuje na fakt, že je zařazena do rozšířené verze katalogu.

## Podrobnosti
HD 269810 je hvězda spektrální třídy O, její teplota je 52 500 Kelvinů. Hvězda je dále zařazena do III třídy světelnosti, což značí, že už se vyvinula a expandovala od začátku vývoje na hlavní posloupnosti. Její spektrum obsahuje výrazné emisní čáry helia a dusíku a její poloměr je asi 18krát větší než Poloměr Slunce. Hvězda má však vysokou povrchovou teplotu, proto je více než dva milionkrát jasnější než Slunce. Zajímavý je rovněž její hvězdný vítr, který má díky vysoké teplotě vysokou rychlost až 3750 km/s, což vede k úbytku miliontiny hmotnosti Slunce každý rok. V roce 1995 se mělo za to, že hvězda má hmotnost 190 hmotností Slunce, v roce 2016 už se astronomové domnívají, že hmotnost hvězdy je pouze 130 násobkem hmoty Slunce.

## Vývoj hvězdy
Tak masivní hvězdy jako HD 269810 s metalicitou typickou pro Velký Magellanův oblak si budou udržovat téměř neměnnou chemickou strukturu kvůli silnému proudění a promíchávání. To vede k poměrně vysokému zastoupení helia a dusíku v povrchové vrstvě hvězdy i v době fúze vodíku. V důsledku ztráty hmotnosti se také sníží rychlost rotace, díky čemuž je při hroucení hvězdy nepravděpodobné, že by kolabující jádro vytvořilo gama záblesk. Hvězda by se měla vyvinout do Wolfovy–Rayetovy hvězdy a následně by měla explodovat jako supernova typu Ic, zbytek po explozi by měl být černá díra. Celkově by hvězda HD 269810 měla existovat asi dva miliony let.